# Козлова Олена Борисівна
Олена Борисівна Козлова (нар. 1907, місто Одеса — 1991, місто Одеса) — українська радянська діячка, новатор виробництва, прядильниця-багатоверстатниця Одеської джутової фабрики імені Хворостіна. Депутат Верховної Ради СРСР 3—4-го скликань. Кандидат в члени ЦК КПУ в 1956—1960 роках.

## Біографія
Народилася у родині робітника Одеської джутової фабрики. У 1925 році закінчила Одеську школу фабрично-заводського навчання.
З 1925 року працювала в прядильному цеху Одеської джутової фабрики. У 1935 році однією із перших на фабриці почала працювати на двох верстатах.
У 1941 році, з початком німецько-радянської війни, була евакуйована в місто Батумі Грузинської РСР. У 1943—1944 роках — на роботі в дитячому садку прядильно-джутової фабрики в місті Фрунзе (тепер — Бішкек) Киргизької РСР. У 1944 році повернулася до Одеси.
У 1944—1950-х роках — прядильниця-багатоверстатниця, помічник майстра прядильного цеху Одеської джутової фабрики імені Хворостіна. Перейшла працювати в ту ж бригаду, де працював до німецько-радянської війни бригадиром її чоловік, який загинув на фронті.
Новатор виробництва. Перевиконувала річні норми виробітку, обслуговувала декілька верстатів. За чотири післявоєнні роки виконала дев'ять річних виробничих норм. Керувала стахановською школою фабрики.
Член КПРС з 1953 року. Делегат XX з'їзду (1956) Комуністичної партії Радянського Союзу. У 1947 році була обрана депутатом Одеської міської ради, у 1948 році — членом президії Одеської обласної ради професійних спілок.

## Нагороди
- орден Трудового Червоного Прапора
- ордени
- медалі